# Відрядження (фільм)
«Відрядження» (рос. «Командировка») — російський радянський художній фільм, кіноповість режисера Юрія Єгорова.

## Зміст
Конструктор Щербаков (Олег Єфремов) отримує перед відпусткою телеграму з колгоспу, в якій повідомляється про те, що картоплезбиральний агрегат, сконструйований ним, не працює. Замість відпустки Щербаков їде у відрядження «довести до путя» своє творіння — універсальний комбайн, який ніяк не хотів працювати на колгоспній землі. Щербаков припускав, що їде на тиждень, а вийшло по-іншому. Тут він знайомиться з Клавою (Світлана Карпінська), що працює на пасіці. І далеко не за службовими справами залишається інженер в колгоспі ...

## Ролі
| Актор                | Роль                          |
| -------------------- | ----------------------------- |
| Олег Єфремов         | Михайло Арсентійович Щербаков |
| Світлана Карпінська  | Клава                         |
| Валерій Малишев      | Павло Козирєв                 |
| Геннадій Фролов      | Сергій Сергійович Добряков    |
| Ольга Лисенко        | Зіна                          |
| Олексій Смірнов      | Піжанков                      |
| Давид Абашидзе       | Гогічайшвілі                  |
| Марія Андріанова     | Катерина                      |
| Іван Лапиков         | Татьянич                      |
| Людмила Іванова      | Варя                          |
| Клавдія Козльонкова  | Тося                          |
| Раднер Муратов       | Мокей                         |
| Іван Рижов           | ветеринар                     |
| Євген Весник         | представник обкому партії     |
| Віктор Уральський    | комбайнер                     |
| Микола Сморчков      | Коля                          |
| Олексій Миронов      | чоловік Варі                  |
| Борис Баташов        | бухгалтер                     |
| Еммануїл Геллер      | продавець взуття              |
| Василь Шукшин        | комбайнер                     |
| Єлизавета Нікіщіхіна | перукар                       |
| Катерина Мазурова    | старенька в клубі             |
| Валентин Брилєєв     | колгоспник                    |
| Раїса Конюхова       | туристка                      |

## Знімальна група
- Режисер-постановник: Юрій Єгоров
- Сценаристи: Микола Фігуровський, Юрій Єгоров
- Оператор-постановник: Ігор Шатров
- Композитор: Марк Фрадкін